# توجاسما
توجاسما (به لاتین: Tühjasma) یک روستا در استونی است که در دهستان هالینگا واقع شده‌است.